# Степанова Юлія Ігорівна
Юлія Ігорівна Степанова (до шлюбу Русанова; нар. 3 липня 1986) — легкоатлетка, що спеціалізується на бігу на середні дистанції. Майстер спорту Росії міжнародного класу. Інформаторка WADA про масштабну допінгову програму РФ.
Найкраще досягнення на міжнародних стартах — 3-е місце з бігу на 800 м на чемпіонаті Європи в приміщенні в Парижі 2011 року. На внутрішньоросійських змаганнях — 2-е місце з бігу на 800 м на чемпіонаті Росії в Чебоксарах 2011 року (згодом обидва були анульовані).

## Біографія
Юлія Русанова народилася в Курську. Закінчила школу № 28 та монтажний технікум.
Одружена з Віталієм Степановим, колишнім головним спеціалістом освітнього відділу Російського антидопінгового агентства (РУСАДА).

## Результати виступів
| Року | Турнір                        | Місце проведення     | Місце  | Дисципліна | Результат |
| ---- | ----------------------------- | -------------------- | ------ | ---------- | --------- |
| 2008 | Чемпіонат Росії серед молоді  | Челябінськ, Росія    | 2      | 800 м      | 2:01:23   |
| 2010 | Чемпіонат Росії               | Саранськ, Росія      | 3      | 800 м      | 2:01:78   |
| 2011 | Чемпіонат Європи в приміщенні | Париж, Франція       | 3 (DQ) | 800 м      | 2:00.80   |
| 2011 | Чемпіонат Росії               | Чебоксари, Росія     | 2 (DQ) | 800 м      | 1:56.99   |
| 2011 | Чемпіонат світу               | Тегу, Південна Корея | 8 (DQ) | 800 м      | 1:59.74   |

## Дискваліфікація
15 лютого 2013 року стало відомо, що антидопінгова комісія Всеросійської федерації легкої атлетики дискваліфікувала на два роки Юлію Русанову на підставі «відхилень показань крові в біологічному паспорті спортсменки». Всі результати, досягнуті спортсменкою починаючи з 3 березня 2011 року, вважаються недійсними. Термін дискваліфікації закінчився на початку 2015 року.
В грудні 2016 року Степановій дозволили брати участь у змаганнях під нейтральним прапором.

## Допінговий скандал

### Передісторія
Вперше застосовувати хімічні стимулятори Степанова почала в 2007 році за пропозицією свого Курського тренера Володимира Мохнєва. Почала з ін'єкцій тестостерону, потім почала застосовувати Анаболічні стероїди і еритропоетин. Спортивні результати Степанової стали стрімко поліпшуватися, і їй запропонували місце в російській збірній.
Юлія розуміла, що її дії незаконні, але її заспокоїв російський вчений в галузі спортивної медицини, професор С. Н. Португалов. Португалов запевняв, що на російських змаганнях вона може не побоюватися викриття, оскільки він особисто подбає про прикриття. Однак 26 лютого 2013 року Міжнародна асоціація федерацій легкої атлетики (ІААФ) оголосила, що Русанова дискваліфікована на два роки через порушення в її біологічному паспорті спортсмена. Всі її результати з 3 березня 2011 року були анульовані.

### Інформатор WADA
Після дискваліфікації Степанова та її чоловік Віталій Степанов, написали лист у Всесвітнє антидопінгове агентство (WADA) з описом систематичного застосування допінгу російськими спортсменами, але їхнє звернення не привернуло тієї уваги, на яку вони розраховували. Вирішивши посилити доказову базу, Юлія почала таємно записувати розмови з тренерами, спортсменами та лікарями. В 2014 році відомості Степанових привернули увагу німецького журналіста Хайо Сеппелта. Знятий ним документальний фільм «Секретний допінг: як Росія домагається перемог» (нім. «Geheimsache Doping — Wie Russland seine Sieger macht») у вийшов в ефір телекомпанії Das Erste. У фільмі Степанови стверджували, що російські спортивні чиновники в обмін на 5 % заробітку спортсмена не тільки фальсифікували допінг-тести але і поставляли заборонені речовини. Після демонстрації фільму по німецькому телебаченню вибухнув міжнародний скандал, що мав далекосяжні наслідки як для російської, так і Міжнародної федерації легкої атлетики.

### Реакція в Росії
Докази, наведені в листах Степанової викликали сумніви у російської сторони з самого початку, результати лабораторних тестів і додаткові свідчення підтверджені тільки зі слів статей західних ЗМІ представлялися як «єдина правда» прийнята спортивним співтовариством. Російська влада залишила за собою право ігнорувати пропаганду та інсинуації з боку невдачливих спортсменів. Яким після низки поразок, пообіцяли значні матеріальні вигоди за гучний скандал щодо Росії. Так, Світлана Журова, в минулому відома ковзанярка а згодом депутат Держдуми РФ, в інтерв'ю Бі-Бі-Сі піддала осміянню звинувачення в державній підтримці допінгу.
Прес-секретар Путіна Д. С. Пєсков порівняв Степанову з «Іудою». Російські ЗМІ почали кампанію з дискредитації Степанової; її мати піддавалася нападкам за те, що вона виховала «непатріотичну» дочку.

### Наслідки
Керівництво Всеросійської федерації легкої атлетики повністю заперечувало наведені у фільмі свідчення спортсменів, проте незабаром президент Всеросійської федерації легкої атлетики (ВФЛА) Валентин Балахнічев змушений був піти у відставку. Юлія Русанова з чоловіком і 8-місячною дитиною, як випливає з фільму, змушені покинути Росію назавжди. У 2014 році вони проживали в Німеччині. У листопаді 2015 року разом з чоловіком попросила політичного притулку в Канаді. Російська влада звинуватила Юлю в тому, що вона придумала все це з метою переїхати на проживання в Канаду, проте Віталій, чоловік Юлії, заперечує це звинувачення. Він заявив, що вони ніколи не збиралися переїжджати в Канаду і вони там «нікому не потрібні».. Як повідомляється, станом на червень 2016 року подружжя перебуває в США.
За іншими відомостями, Хайо Зеппельт, який зняв кілька документальних фільмів про допінг в російському спорті, вважає, що існування широкої програми допінгу в Росії доведено.
У березні 2021 року Степанови подали в Комітет ООН з прав людини індивідуальну скаргу проти Росії. Скарга подана на підставі Міжнародного пакту про громадянські та політичні права. Степанови вимагають визнати російську владу винними в порушенні цілого ряду статей Пакту: ст.7 (заборона примусових медичних дослідів), ст. 8 (заборона примусової праці), СТ. 17 (недоторканність приватного життя), СТ. 19 (свобода слова), ст. 23 (право на захист сім'ї). Крім того, заявники вимагають від Росії виплати відповідних компенсацій, вибачень і гарантій у майбутньому подібних порушень.

## Олімпіада 2016 року
1 липня 2016 року Міжнародна асоціація легкоатлетичних федерацій (IAAF) дозволила Юлії Степановій взяти участь у Олімпіаді-2016 незважаючи на те, що інші російські легкоатлети до змагань не були допущені. В прес-релізі IAAF говориться:
Юлія Степанова зробила значний внесок у захист і просування чистих спортсменів, чесної гри і спорту. Тепер Степанова має право брати участь у міжнародних змаганнях як незалежний спортсмен.
У повідомленні асоціації кажуть, що спортсменка зможе виступити не під російським, а під олімпійським прапором . Організація повідомила також, що аналогічного права домагаються ще 80 російських спортсменів .
Допустити до Олімпіади Юлію Степанову раніше просило Всесвітнє антидопінгове агентство (WADA). Своє прохання воно обгрунтувало тим, що спортсменка і її чоловік Віталій Степанов визнані важливими інформаторами антидопінгового агентства.
Незважаючи на підтримку WADA, рішенням МОК від 24 липня 2016 року Степанова не була допущена до участі в Олімпійських Іграх 2016 року. Підставою для відмови стала дискваліфікація 2013 року. Степанова направила МОК офіційний протест, вказавши, що рішення про її відсторонення «відіб'є бажання У інших потенційних інформаторів в майбутньому» і, крім того, суперечить рішенню, прийнятому раніше Спортивним арбітражним судом.

## Чемпіонат світу в Лондоні 2017 року
Міжнародна асоціація легкоатлетичних федерацій (IAAF) не допустила інформатора Всесвітнього антидопінгового агентства (WADA) бігунку Юлію Степанову до участі в чемпіонаті світу в Лондоні. За словами начальника відділу спортивних програм ВФЛА Олени Орлової, «Ми отримали офіційну відповідь з IAAF, в якому є дозвіл на участь в чемпіонаті світу 19 російських атлетів, а також 12 супроводжуючих осіб. На участь у чемпіонаті Степанової, яка була включена до списку, дозволу немає».